# 伊迪丝·华顿

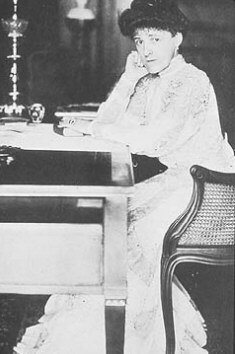
伊迪丝·华顿

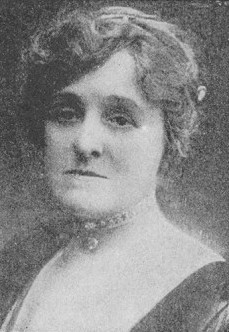
伊迪丝·华顿

伊迪丝·华顿（Edith Wharton, 1862年1月24日—1937年8月11日），原名伊迪絲·紐伯德·瓊斯（Edith Newbold Jones），美国女作家，作品有《高尚的嗜好》、《纯真年代》、《四月裏的陣雨》、《馬恩河》、《戰地英雄》等書。

## 生平
原名伊迪丝·纽伯·琼斯（Edith Newbold Jones），出身纽约上层家庭，有两个兄弟。1885年，与长她12岁的爱德华·华顿结婚。爱德华出身于波士顿的上流社会，热爱体育，是与伊迪丝门当户对的绅士。夫妻二人的共同兴趣为旅行，但伊迪丝很难在精神层次上与丈夫交流。后来，爱德华开始在年轻的女人身上挥霍财产，导致伊迪丝的心情抑郁。在她经历了一次严重的精神崩溃并入院治疗后，两人于1913年离婚，结束了28年的婚姻。此后伊迪丝移居欧洲，并将这场婚姻称作“最严重的错误”。
1902年，华顿的庄园‘山峰’（The Mount）建成。 该庄园座落于麻省，其建筑和花园为华顿设计风格的最佳代表，现于每年5月至10月间对公众开放。华顿的许多作品，包括《欢乐之家》，都在此庄园内完成。同时，华顿也在此处招待了不少美国名流，包括她的挚友。直至1911年，‘山峰’为华顿的主要居住宅所。
离异后，华顿永久移居法国。在第一次世界大战期间，华顿竭力投身于慈善事业，并在1916年因此获得骑士荣誉勋号。 她的具体工作包括：为失业的法国女性，音乐家创造就业机会；开设肺结核诊所；为比利时难民创立美国旅社。1918年一战结束，华顿离开巴黎市区，迁居巴黎郊区。同时，华顿是法国印象派的拥护者，她将自己称为“狂热的印象派人”。她在一战后仅回过美国一次：去领取年耶鲁大学授予荣誉博士学位 （1923）。
1918年發表的《馬恩河》（The Marne）與1923年發表的《戰地英雄》，因內容所述把戰爭說得好像是一種有意義的鬥爭，致使其後來漸漸失寵。
她在法国去世，葬在凡尔赛。

## 影響
华顿结合对上流社会的洞察力以及自身聪颖幽默的天赋，著有小说及85部短篇，作品诙谐且深刻。她与同时代的很多文人、政客保持着良好的关系。包括西奥多·罗斯福、弗朗西斯·斯科特·菲茨杰拉德、海明威以及亨利·詹姆斯等。她同时还被尊为该时代著名的设计师以建筑装潢家，她第一本出版的作品为《住宅装潢》（共同作者：Ogden Codman）。

## 文风及代表作
华顿的代表作《纯真年代》（1920年），主要情節發生在19世紀70年代末至80年代初的紐約上流社會，她將那一時代的紐約上流社會比作一個小小的金字塔，很難在上面取得立足之地。该书于1921年获得普利策文学奖，使她成为第一个获得该奖的女性。
华顿纯熟应用法语等多种语言，她的许多作品以英文及法文两种语言出版。
华顿的许多作品都具有微妙的“舞台讽刺”的特性。成长于一战前的上流社会，华顿成为该社会体系最敏锐的批评家之一。在她的代表作《欢乐之家》（the House of Mirth）以及《纯真年代》（The Age of Innocence）中， 她应用了幽默以及深刻的认同手法来描述纽约上流社会在20世纪初期的生活以及该生活圈的塌陷。相比之下，她在描述劳动阶层的小说《伊坦·弗洛美》 中的文风则比较尖刻。她的主要作品包括：
小说：
- 1905：《欢乐之家》（The House of Mirth ）
- 1911：《伊坦·弗洛美》（Ethan Frome）
- 1913：《乡土风俗》（The Custom of the Country）
- 1917：《夏》（Summer）
- 1920：《纯真年代》（The Age of Innocence）

短篇小说集：
- 1899：《高尚的嗜好》（The Greater Inclination）
- 1901：《关键时刻》 （Crucial Instance）
- 1910：《人与鬼》 （Tales of Men and Ghosts）

诗歌：
- 1878：《韵文》 （Verses）
- 1926：《十二诗》（Twelve Poems）

纪实文学：
- 1897：《住宅装潢》（The Decoration of Houses）
- 1904：《意式别墅及庭院》（Italian Villas and Their Gardens）
- 1920：《摩洛哥》（In Morocco）

自傳:
- 1934：《回顾》（A backwards Glance）

编辑：
- 1916：《无家可归的人们》 （The Book of the Homeless）

## 翻译出版
《伊坦·弗洛美》在第二次世界大戰时就有吕叔湘中文版问世。

## 電影
華頓的作品曾多次被搬上銀幕：
- 1993年的《純真年代》，改編自《純真年代》，由馬田·史高西斯執導，丹尼爾·戴-劉易斯、蜜雪兒·菲佛和薇諾娜·瑞德等主演。